# NGC 4029
NGC 4029 је спирална галаксија у сазвежђу Девица која се налази на NGC листи објеката дубоког неба.
Деклинација објекта је + 8° 10' 56" а ректасцензија 12h 0m 3,2s. Привидна величина (магнитуда) објекта NGC 4029 износи 13,5 а фотографска магнитуда 14,3. NGC 4029 је још познат и под ознакама UGC 6990, MCG 1-31-8, CGCG 41-17, PGC 37816.